# Понцио, Джованни
Джованни Понцио (Ponzio, Giovanni, его фамилию также пишут как Pontius) — церковный деятель X-XI века. Был провозглашен кардиналом-епископом Порто в 1025 году.